# فهرست بیابان‌های جهان
فهرست بیابان‌های جهان به ترتیب الفبایی و قاره

## آسیا
- بیابان اکشی، (به انگلیسی: Akshi Desert)، بیابانی در هندوستان
- بیابان اوردوس، (به انگلیسی: Ordos Desert)، بیابانی در چین
- بیابان بادیان جاران، (به انگلیسی: Badain Jaran Desert)، بیابانی در چین
- بیابان پلوند، (به انگلیسی: Polond Desert)، بیابانی در استان خراسان جنوبی، ایران
- بیابان تال، (به انگلیسی: Thal Desert)، بیابانی در پاکستان
- بیابان تلکه‌مکان، (به انگلیسی: Taklamakan)، بیابانی در چین
- بیابان تار، (به انگلیسی: Thar Desert)، بیابانی در پاکستان و هندوستان
- بیابان چولستان، (به انگلیسی: Cholistan Desert)، بیابانی در پاکستان
- بیابان خاران، (به انگلیسی: Kharan desert)، بیابانی در پاکستان
- بیابان دره سند، (به انگلیسی: Indus Valley Desert)، بیابانی در پاکستان
- دشت کویر، (به انگلیسی: Dasht-e Kavir)، بیابانی در مرکز ایران
- دشت لوت، (به انگلیسی: Dasht-e Lut)، بیابانی در ایران، پهناورترین کویر (نمک زار) جهان
- بیابان رامالت صبعاتین، (به انگلیسی: Ramlat al-Sab`atayn)، بیابانی در یمن و ربع الخالی
- بیابان ربع الخالی، (به انگلیسی: Rub' al Khali)، بیابانی در عربستان سعودی
- شبه‌جزیره سینا، (به انگلیسی: Sinai Desert)، بیابانی در مصر
- بیابان عرب، (به انگلیسی: Arabian Desert)، بیابانی در بزرگی در شبه جزیره عربستان
- بیابان قره‌قوم، (به انگلیسی: Kara Kum)، بیابانی در آسیای مرکزی
- بیابان قیزیل قوم، (به انگلیسی: Kyzyl Kum)، بیابانی در ازبکستان و قزاقستان
- بیابان گبی، (به انگلیسی: Gobi)، بیابانی مغولستان و چین
- بیابان لوپ، (به انگلیسی: Lop Desert)، بیابانی در چین
- بیابان مرنجاب، (به انگلیسی: Maranjab Desert)، بیابانی در مرکز ایران
- بیابان نگب، (به انگلیسی: Negev)، بیابانی در اسراییل
- بیابان واهب، (به انگلیسی: Wahiba Sands)، بیابانی در عمان
- بیابان یهودیان، (به انگلیسی: Judean Desert)، بیابانی در اسراییل

## اروپا
- بیابان اکونا، (به انگلیسی: Accona Desert)، بیابانی در ایتالیا
- بیابان آلش کواسکی پسکی، (به انگلیسی: Aleshkovskie peski)، بیابانی در اکراین
- بیابان بردوناس ریلز، (به انگلیسی: Bardenas Reales)، بیابانی در اسپانیا
- بیابان بلدوف، (به انگلیسی: Błędowska Desert)، بیابانی در لهستان
- بیابان دلیبلاسکا پیسکارا، (به انگلیسی: Deliblatska Peščara)، بیابانی در صربستان
- بیابان ارتفاعات ایسلند، (به انگلیسی: Highlands of Iceland)، بیابانی در ایسلند
- بیابان منگراس، (به انگلیسی: Monegros Desert)، بیابانی در اسپانیا
- بیابان اوشکی سند، (به انگلیسی: Oleshky Sands)، بیابانی در اکراین
- بیابان صحرا التین، (به انگلیسی: Oltenian Sahara)، بیابانی در رومانی
- بیابان پیسی‌ناس، (به انگلیسی: Piscinas)، بیابانی در ایتالیا
- بیابان رین، (به انگلیسی: Ryn Desert)، بیابانی در قزاقستان، پهناورترین بیابان شنی اروپا
- بیابان صحرای استرانجا، (به انگلیسی: Stranja Sahara)، بیابانی در بلغارستان
- بیابان تبرناس، (به انگلیسی: Tabernas Desert)، بیابانی در اسپانیا
- بیابان پوماس، (به انگلیسی: Pumas Desert)، بیابانی در اسپانیا

## استرالیا
- بیابان استزیسکی، (به انگلیسی: Strzelecki Desert)، بیابانی در جنوب مرکزی استرالیا
- بیابان بزرگ شن، (به انگلیسی: Great Sandy Desert)، بیابانی در شمال غربی استرالیا
- بیابان بزرگ ویکتوریا، (به انگلیسی: Great Victoria Desert)، پهناورترین بیابان استرالیا
- بیابان تنامی، (به انگلیسی: Tanami Desert)، بیابانی در شمال استرالیا
- بیابان سیمپسون، (به انگلیسی: Simpson Desert)، بیابانی در مرکز استرالیا
- بیابان کوچک شن، (به انگلیسی: Little Sandy Desert)، بیابانی در غرب استرالیا
- بیابان گیبسون، (به انگلیسی: Gibson Desert)، بیابانی در مرکز استرالیا
- بیابان مرکزی، (به انگلیسی: Central Desert)، بیابانی در مرکز استرالیا

## آفریقا
- بیابان الجزایر، (به انگلیسی: Algerian Desert)، بخش از صحرای بزرگ آفریقا در کشور الجزایر
- بیابان آوامی، (به انگلیسی: Owami Desert)، بیابانی در نیجریه
- بیابان آبی، (به انگلیسی: Blue Desert)، بیابانی در مصر
- بیابان سفید، (به انگلیسی: White Desert)، بیابانی در مصر
- صحرای بزرگ آفریقا، (به انگلیسی: Sahara Desert)، پهناورترین بیابان داغ جهان که بیشتر شمال آفریقا را پوشانده‌است
- بیابان کارو، (به انگلیسی: Karoo)، یک ناحیه نیمه بیابانی در آفریقای جنوبی
- بیابان کالاهاری، (به انگلیسی: Kalahari Desert)، بیابان بزرگی که بیشتر کشور بوتسوانا و بخش‌هایی از کشورهای نامیبیا و آفریقای جنوبی را دربر گرفته
- بیابان لبیان، (به انگلیسی: Libyan Desert)، بخشی از صحرای بزرگ آفریقا در لیبی
- بیابان نامیب، (به انگلیسی: Namib Desert)، بیابانی در نامیبیا
- بیابان نوبین، (به انگلیسی: Nubian Desert)، بیابانی در سودان

## اقیانوسیه
- بیابان رانگیپو، (به انگلیسی: Rangipo Desert)، بیابانی در نیوزیلند

## آمریکای جنوبی
- بیابان آتاکاما، (به انگلیسی: Atacama)، بیابانی در شیلی و پرو، خشک‌ترین بیابان جهان
- بیابان پاتاگونیا، (به انگلیسی: Patagonian Desert)، بیابانی در
- بیابان چورا، (به انگلیسی: Sechura Desert)، بیابانی در پرو
- بیابان گوجیرا، (به انگلیسی: La Guajira Desert)، بیابانی در کلمبیا و ونزوئلا
- بیابان مونته، (به انگلیسی: Monte Desert)، بیابانی در آرژانتین

## آمریکای شمالی
- بیابان چیهوهان، (به انگلیسی: Chihuahuan Desert)، بیابانی در مرز ایالات متحده و مکزیک
- بیابان دره مرکزی کالیفرنیا، (به انگلیسی: Central Valley)، بیابانی در ایالات متحده
- بیابان سونورا، (به انگلیسی: Sonoran Desert)، بیابانی در مرز ایالات متحده و مکزیک
- بیابان کلرادو، (به انگلیسی: Colorado Desert)، بیابانی در ایالات متحده
- بیابان موهاوی، (به انگلیسی: Mojave Desert)، بیابانی در ایالات متحده۱۲۳۳

## نواحی قطبی
- بیابان قطب جنوب، (به انگلیسی: Antarctica Desert)، پهناورترین بیابان سرد جهان
- بیابان قطب شمال، (به انگلیسی: Arctic Desert)، دومین بیابان پهناور سرد جهان
- بیابان نواحی قطبی آمریکای شمالی، (به انگلیسی: North American Arctic)، بیابانی در آمریکای شمالی
- بیابان نواحی قطبی روسیه، (به انگلیسی: Russian Arctic)، توندرای پهناور روسیه

## پانزده بیابان بزرگ جهان
1. بیابان گبی با مساحت ۱٬۳۰۰٬۰۰۰ کیلومترمربع در مغولستان و شمال شرقی چین واقع شده.
2. بیابان ویکتوریا با مساحت ۶۵۰٬۰۰۰ کیلومترمربع در استرالیا واقع شده.
3. بیابان گیبسون با مساحت ۶۴۵٬۰۰۰ کیلومترمربع در استرالیا واقع شده.
4. بیابان ربع الخالی با مساحت ۶۰۰٬۰۰۰ کیلومترمربع در جنوب شبه جزیره عربستان واقع شده.
5. بیابان کالاهاری با مساحت ۵۸۰٬۰۰۰ کیلومترمربع در جنوب غربی آفریقا (کشورهای نامیبیا، بوتسوانا و آفریقای جنوبی) واقع شده.
6. بیابان تَکله‌مَکان با مساحت ۴۶۵٬۰۰۰ کیلومترمربع در ایالت سین کیانگ چین (شمال غربی این کشور) واقع شده.
7. بیابان نوبیه با مساحت ۳۹۰٬۰۰۰ کیلومترمربع در شمال شرقی سودان و خاور رود نیل واقع شده.
8. بیابان آتاکاما با مساحت ۳۶۲٬۰۰۰ کیلومترمربع در شمال شیلی واقع شده.
9. بیابان قره‌قوم با مساحت ۳۰۰٬۰۰۰ کیلومترمربع در ترکمنستان واقع شده.
10. بیابان تار با مساحت ۲۹۵٬۰۰۰ کیلومترمربع در شمال غربی هند-جنوب شرقی پاکستان واقع شده.
11. بیابان قزل‌قوم با مساحت ۲۶۰٬۰۰۰ کیلومترمربع در ازبکستان و قزاقستان واقع شده.
12. بیابان بادیه الشام با مساحت ۱۲۱٬۰۰۰ کیلومترمربع در شرق سوریه-غرب عراق واقع شده.
13. بیابان لوت با مساحت ۸۰٬۰۰۰ کیلومترمربع در ایران واقع شده.
14. بیابان آریزونا (موهاوی) با مساحت ۳۹٬۰۰۰ کیلومترمربع در جنوب غربی ایالات متحده آمریکا شده.[۱]